# François Warin
François Warin, né en 1938, est un philosophe français.

## Parcours académique et intellectuel
François Warin est le fils du résistant Jean Warin, professeur de Lettres au lycée Michelet.
Agrégé de philosophie (1966), François Warin a enseigné cinq ans à l'université de São Paulo au Brésil, onze ans en Afrique noire, à l’ENSup de Bamako et à l'université de Ouagadougou au Burkina Faso, avant de revenir en France à la fin des années 1980 pour enseigner en classes préparatoires au lycée Perrin à Marseille et à l'université de Provence. La question du nihilisme traverse tout son travail, que celui-ci relève de l’éthique (la question du mal moderne – Georges Bataille avec Sade, le génocide rwandais, la haine de l’Occident...), de l’esthétique (art roman, arts primitifs, arts préhistoriques), ou de l’histoire de la philosophie (Georges Bataille, le « fou de Nietzsche »...). D’où aussi l'échange permanent qu'il a eu autour de Heidegger (sur lequel il a fait son Diplôme d'études supérieurs avec Paul Ricoeur), avec son grand ami Jean-Luc Nancy, ainsi que sa tentative de répondre à la critique du « primitivisme », concept dû à Jean-Loup Amselle, l'anthropologue ami rencontré en Afrique.

## Publications

### Ouvrages
- Nietzsche et Bataille : la parodie à l’infini, Paris, Presses universitaires de France, 1994
- Du repentir, Michel de Montaigne, lecture de François Warin, Arles, Actes Sud, 2001
- Quinson-sur-Verdon : découverte d'un village en Haute-Provence, Mane, Les Alpes de lumière, 2002
- L'art, Paris, Ellipses, 2001 [réédité en 2011]
- La Passion de l'origine : essai sur la généalogie des arts premiers, Paris, Ellipses, 2006
- Le christianisme en héritage, François Warin, & Déshérence, Jean-Luc Nancy, Metz, Le Portique, 2011
- Au commencement la beauté. De Chauvet à Lascaux, Arléa, 2020

### Ouvrages collectifs
- Vérité et mensonge au sens extra-moral, Friedrich Nietzsche, traduction par Nils Gascuel, lecture de François Warin et Philippe Cardinali, Arles, Actes Sud, 1997
- Le Corbusier et l’esprit du temps, François Warin, & Heidegger et Le Corbusier, Benoît Goetz, Metz, Le portique, 2005
- « L’exil et le retour, schèmes mortifères ? Le cas d’Aimé Césaire et de Hölderlin » in Écritures de l’exil, Augustin Giovannoni (dir.), Paris, L’Harmattan, 2006, pp. 193-226
- « L'exclusivité Lobi », in Lobi, François Warin et Bruno Frey (dir.), Joinville, 2007, pp. 3-14
- Le livre et ses espaces, François Warin et Daniel Roth, Alain Milon, 2007
- Anthropologie, Art contemporain et Musée, L'Harmattan, 2007
- L'art en éclat. Autour de Philippe Cardinali, L'Harmattan, 2008
- Les grandes notions de la philosophie, Jean-Pierre Zarader (dir.), Paris, Ellipses, 2010
- « Philippe's Lessons of Darkness », in Conrad’s 'Heart of Darkness' and Contemporary Thought. Revisiting the Horror with Lacoue-Labarthe, Nidesh Lawtoo (dir.), New York, Bloomsbury, 2012
- Les conditions de l'humain : temps, langue, éthique et mal. L'éthique au double péril de l'enfermement et de l'excès, Armand Colin, 2013
- « Champ de foudre » in La part maudite de Georges Bataille, La dépense et l'excès, Paris, Classiques Garnier, 2015
- « Lumière d'ailleurs », in Anthropolitiques. Jean-Loup Amselle, une pensée sans concessions, Anthony Mangeon (dir.), Paris, Karthala, 2015
- « Bataille avec Sade », in Sade, Le Portique, 2014
- « La parodie dans tous ses états », in Bataille, Le Portique, 2012

### Articles
- « La sculpture lobi : question de style », in Arts d'Afrique noire : question de style, 1987
- « L'altération nègre », in Arts d'Afrique noire, n° 69, 1989
- « Le sexe de l'artiste : le devenir-femme du sculpteur bambara », in Cahiers d'études africaines, 1996
- « Il particolare » (sur Montaigne) avec Philippe Cardinali, in Il Particolare, 2002-2003
- « La biopolitique en question(s) », in Revue de l'APPES des professeurs de philosophie
- « Cœur des ténèbres », in Lignes, 2007 (sur Philippe Lacoue-Labarthe)
- « La haine de l'Occident et les paradoxes du postcolonialisme », in Espaces Temps, 2009
- « Promenades au Louvre », direction Jean Galard (sur les arts premiers du Pavillon des Sessions), Laffont, Bouquins, 2010 » »
- « Le goût de la cerise », in Cahiers Albert Camus, 2010
- « L'anthropologique d'André Jacob, une philosophie pour le temps présent », in Espace Temps, 2012
- « Crispations identitaires et dérives primitives », in Espace Temps, 2012
- « Le village, une passion française », in Espaces Temps, 2013
- « Malaise dans la généalogie », in Médium, vol. 39, no 2, 2014, p. 127-140
- « Les dessous de soumission », in Médium, 2015
- « L'enseignement impossible ? », in Revue de l'APPEP, 2016
- « Le musée déconstruit », in Espace Temps 2017
- « Finitude et souveraineté », in Revue de l'APPEP, 2017